# Operation Onymous
Операция Onymous — международная операция правоохранительных органов по массовому закрытию рынков DarkNet и многих других скрытых сервисов, работающих на анонимной сети «Тоr».

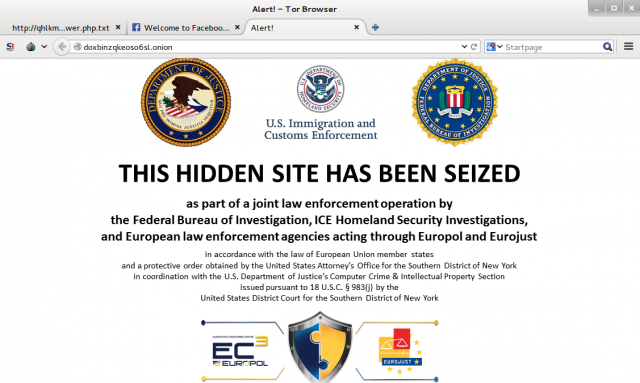
Страница, 'захваченная' ФБР и Европолом, встречаемыми пользователями на главной странице сайта Doxbin.

## Рейд

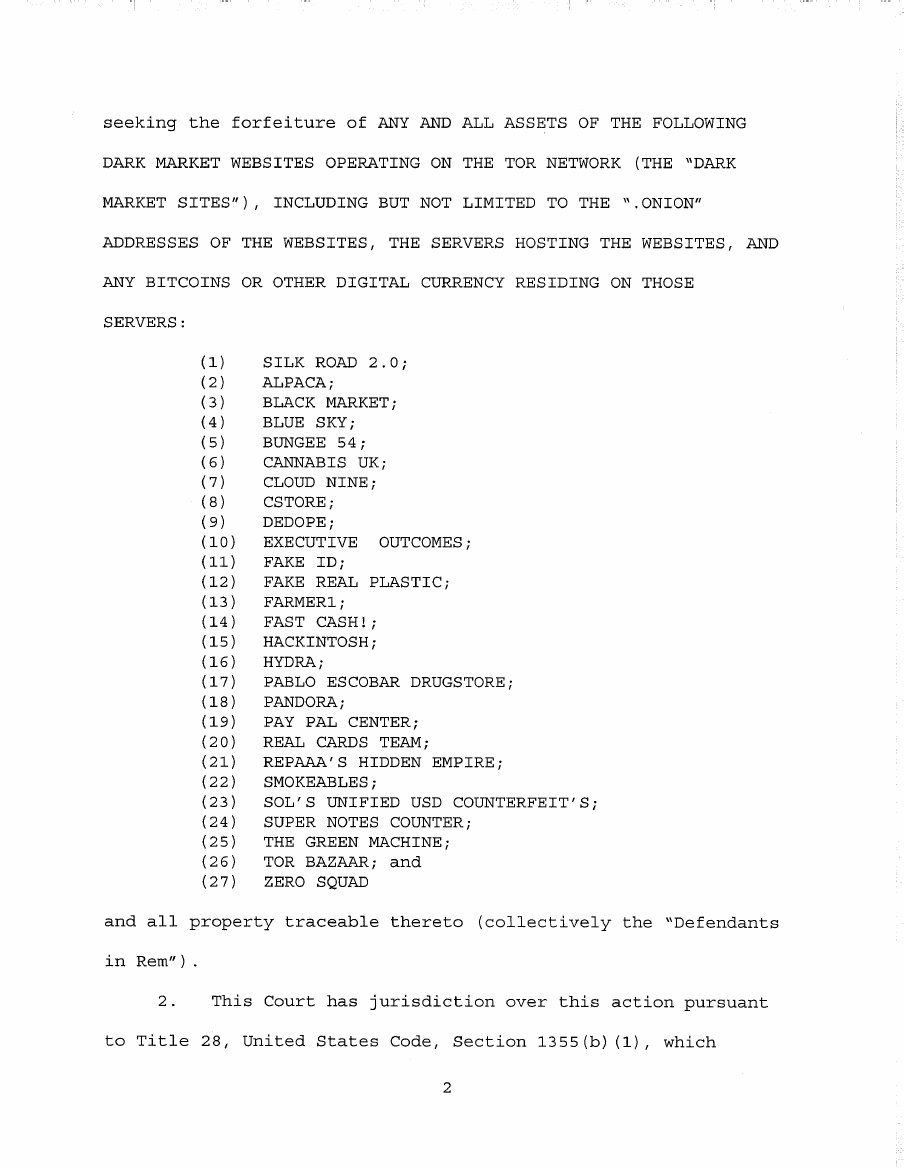
Список сайтов, которые были закрыты FBI.

На 5 и 6 ноября 2014 года произошёл массивный рейд, в котором совместно участвовали представители Болгарии, Чехии, Финляндии, Франции, Германии, Венгрии, Ирландии, Латвии, Литвы, Люксембурга, Нидерландов, Румынии, Испании, Швеции, Швейцарии, Великобритании, ФБР и ICE. Массивную акцию объяснили тем, что пора остановить тёмные рынки, распространение и рекламу запрещенных и вредных элементов, в том числе оружия и наркотиков. Координировал операцию Европейский Центр по борьбе с Киберпреступностью. В результате были арестованы 17 продавцов и администраторов работающих на интернет-площадках, закрыто более 410 скрытых сервисов и 27 различных сайтов. Кроме того, было конфисковано 180 000 евро, наркотики, золото и серебро. Silk Road 2.0 был заморожен ФБР, оператор был арестован.
Американские и европейские агентства опубликовали заявления об успехе их шестимесячной операции, которая «прошла безупречно». В Великобритании Национальное Криминальное агентство опубликовало твит, в котором поиздевалось над Tor-пользователями. В официальном пресс-релизе Европол процитировал чиновника Министерства внутренней безопасности США, который заявил: «Наши усилия нарушили работу веб-сайта, который позволял незаконной деятельности черного рынка развиваться и расширяться, и обеспечивал безопасное убежище для нелегальных пороков, таких, как распространение оружия, оборот наркотиков и убийства по найму ».

## Взлом Tor
Количество сайтов, в которые проникла полиция, привело к предположению о том, что те использовали для этого слабость в самой сети Tor. Эндрю Льюман, представитель некоммерческого проекта Tor, считал эту возможность преувеличенной, предполагая, что использование Bitcoin для обнаружения преступников было более вероятным. Льюман предположил, что такие претензии были "раздуты", и что власти хотели просто создать впечатление, что они "взломали" Tor, чтобы удержать других от его использования в преступных целях. Представитель Европола не распространялся о методе, говоря: "Это то, что мы хотели бы сохранить для себя, потому что собираемся делать это снова и снова."
Было высказано предположение, что скрытые сайты могли быть деанонимизированы в случае, если правоохранительные органы воспользовались уязвимостью, обнаруженной в исследовании Университета Карнеги-Меллона раньше патча 30 июля: если достаточное количество узлов сети были DDoS-атакованы, нападающий мог выполнить опознание трафика в сочетании с атакой Сибил, заставляя трафик обходить узлы, контролируемые правоохранительными органами для вычисления реального ip-адреса сайта. Теория частично подтверждается логами, опубликованными администратором Doxbin. Судебные документы, выпущенные в ноябре 2015 г., вызвали серьезные споры о том, насколько правильно с этической стороны использовать уязвимости для взлома без ордера (уязвимость, предположительно, была активна с февраля 2014 года по 4 июля 2015 года). Проект Tor исправил уязвимость, а ФБР отрицает, что заплатило Университету Карнеги Меллона 1 млн.$, чтобы ею воспользоваться.